# Route 112 (Nouveau-Brunswick)
Pour les articles homonymes, voir Route 112.
La Route 112 est une route canadienne, dans le Nouveau-Brunswick. Elle relie la route 10 à Coles Island à la route 114, à Riverview. Elle parcourt 88 km (55 mi).

## Description du tracé
La 112 débute à Coles Island, 85 km (53 mi) à l'est de Fredericton et environ 30 km (19 mi) au nord-ouest de Sussex, avec la jonction avec la route 10. Elle se dirige d'abord vers le nord-est en suivant la rivière Canaan et en passant au-dessus de la route 2. À Canaan Forks, elle courbe légèrement vers l'est, suivant toujours la rivière Canaan, puis, elle se dirige vers l'est en passant par Harewood et Fredericton Road. À Second North River, elle courbe vers le sud-est pour croiser la route 2 à nouveau et traverser le centre de la ville de Salisbury. La route 112 suit ensuite la rive sud de la rivière Petitcodiac jusqu'à la hauteur de Riverview, où elle se termine avec un échangeur avec la route 114. 

## Histoire
Entre Coles Island et Salisbury, la route 112 formait autrefois un raccourci pour les automobilistes entre Fredericton et Moncton. Toutefois, avec l'ouverture du nouveau tronçon de la route 2 reliant Fredericton à Moncton en 2001, l'importance de la route 112 en tant que lien interurbain a diminué.

## Intersections majeures
| Comté                                         | Ville              | km    | Destinations                                                                   | Notes                                          |
| --------------------------------------------- | ------------------ | ----- | ------------------------------------------------------------------------------ | ---------------------------------------------- |
| Queens                                        | Coles Island       | 0,00  | NB-10 – Sussex, Chipman NB-715 ouest – Cambridge-Narrows                       | La NB-112 ouest devient la NB-715 ouest        |
| Kings                                         | New Canaan         | 40,70 | NB-885 sud – Havelock                                                          | Terminus nord de la NB-885                     |
| Westmorland                                   | Second North River | 61,90 | NB-880 ouest – Havelock                                                        | Terminus est de la NB-880                      |
| Westmorland                                   | Salisbury          | 65,10 | NB-2 – Saint-Jean, Fredericton, Moncton                                        | Sortie 433 de la NB-1                          |
| Westmorland                                   | Salisbury          | 68,00 | NB-106 est – Moncton                                                           | Terminus ouest du multiplex avec la NB-106     |
| Westmorland                                   | Salisbury          | 68,20 | NB-106 ouest – Petitcodiac                                                     | Terminus est du multiplex avec la NB-106       |
| Westmorland                                   | Salisbury          | 70,30 | NB-895 sud – Elgin                                                             | Terminus nord de la NB-895                     |
| Albert                                        | Riverview          | 83,10 | NB-910 sud – Turtle Creek                                                      | Terminus nord de la NB-910                     |
| Albert                                        | Riverview          | 88,60 | NB-114 vers NB-106 / NB-15 / NB-2 – Moncton, Riverview, Parc national de Fundy | Échangeur; la NB-112 est devient la NB-114 sud |
| - Terminus de multiplex - Transition de route |                    |       |                                                                                |                                                |